# 吉林人民出版社
吉林人民出版社是中华人民共和国的一家出版社，成立于1956年，社址位于吉林省长春市。现隶属于吉林出版集团股份有限公司。